# Вулиця Дрогобича (Львів)
Ву́лиця Юрія Дрогобича — невеличка вулиця в Галицькому районі міста Львова, неподалік від історичного центру. Починається від вулиці Костюшка та закінчується глухим кутом — брамою, що відмежовує вулицю від прибудинкової території будинку №10 на вул. Ю.Дрогобича та внутрішнього двору буд.№ 30 по вул. Дорошенка.

## Назва
- 1827 — 1871 роки — Фреснеля бічна або на австрійський манер Фреснель Зайтеґассе, на честь генерала австрійської кавалерії Генеквіна фон Фреснеля.
- 1871 — 1885 роки — Миловарна.
- 1885 — 1942 роки — Святого Міхала.
- 1942 — 1944 роки — Мікаельштрассе.
- 1944 — 1946 роки — Святого Михайла.
- 1946 — 1950 роки — Брусилова, на честь Олексія Брусилова російського військового діяча, Верховного головнокомандувача Збройних сил Царської Росії.
- 1950 — 1963 роки — Костюшка бічна, на честь польського офіцера, інженера-фортифікатора, політичного діяча Речі Посполитої, учасника Американської революції та керівник національно-визвольного повстання 1794 року, національного героя Польщі, Білорусі, Литви та Сполучених Штатів Тадеуша Костюшка.[5]
- 1963 — 1993 роки — Сельробівська, на честь Українського селянсько-робітничого соціалістичного об’єднання — політичної партії радянофільського спрямування, заснованої в Галичині у 1920-х роках.
- від 1993 року — сучасна назва вулиця Юрія Дрогобича, на честь Юрія Дрогобича, русинського вченого епохи Відродження, освітнього діяча, поета, філософа, астронома та астролога[6][7].

## Забудова
В архітектурному ансамблі вулиці Юрія Дрогобича присутні стилі — класицизм, польський та радянський конструктивізм 1930-1970-х років. Будинок під № 8 внесений до Реєстру пам'яток архітектури місцевого значення.
№ 3 — в будинку на початку XX століття мешкав цісарський радник, лікар, завідувач єврейського шпиталю у Львові Генрик Мерер Приміщення першого поверху будинку нині займає магазин жіночого одягу «Берфіні». 
№ 4 — триповерховий житловий будинок, в якому до 1939 року містився український літографічний заклад Андрейчина та фабрика друкарських фарб, у 1950-х роках тут діяла фабрика конвертів. Тепер в будинку міститься готель «Блюм» та кафе української і європейської кухні з однойменною назвою.
№ 5 — приміщення першого поверху будинку нині займають прокат костюмів «Маджестік», офіс туристичної фірми «Resort Travel», шоурум «Склад». 
№ 6 — триповерховий житловий будинок, споруджений у 1910 році за проєктом Альфреда Захаревича у стилі постсецесії, прикрашають скульптури виконані Зигмунтом Курчинським. На сходовій клітці кам'яниці є неробочий електричний ліфт початку XX століття. Збереглася лише подібна до каплиці кабіна, металеві двері, огородження та інше устаткування. Нині на першому поверсі будинку міститься медична клініка «Естет-центр».
№ 7 — триповерхова офісна будівля (інша адреса — вулиці Дорошенка, 26) споруджена у 1970-х роках. Тут від радянських часів й до 2021 року тут розташовувалася АТС-72/74 (2006 року замінена на АТС-261) та інформаційно-довідкова служба львівської МТМ (тепер Львівської філії АТ «Укртелеком»).
№ 8 — комплекс з одно- та двоповерхових нежитлових будинків, об'єднаних спільним подвір'ям. Тут у 1940—1950-х роках розташовувалася артіль «імені 7 Листопада» львівського облліспромсоюзу, що спеціалізувалася на виготовленні та реставрації художніх меблів. Від 1960-х років тут були приміщення графічних майстерень художньо-виробничого комбінату Спілки художників України. Будинки внесені до Реєстру пам'яток архітектури місцевого значення під охоронним № 1031-м. Тепер тут веломагазин-майстерня «СпортЦех» та хоум-лаунж-кафе «ЛампаДа».
№ 9 — триповерховий житловий будинок.
№ 10 — чотириповерховий житловий будинок, зведений у 1938 році за проєктом архітектора Фердинанда Касслера.